# Eugène Cuvelier

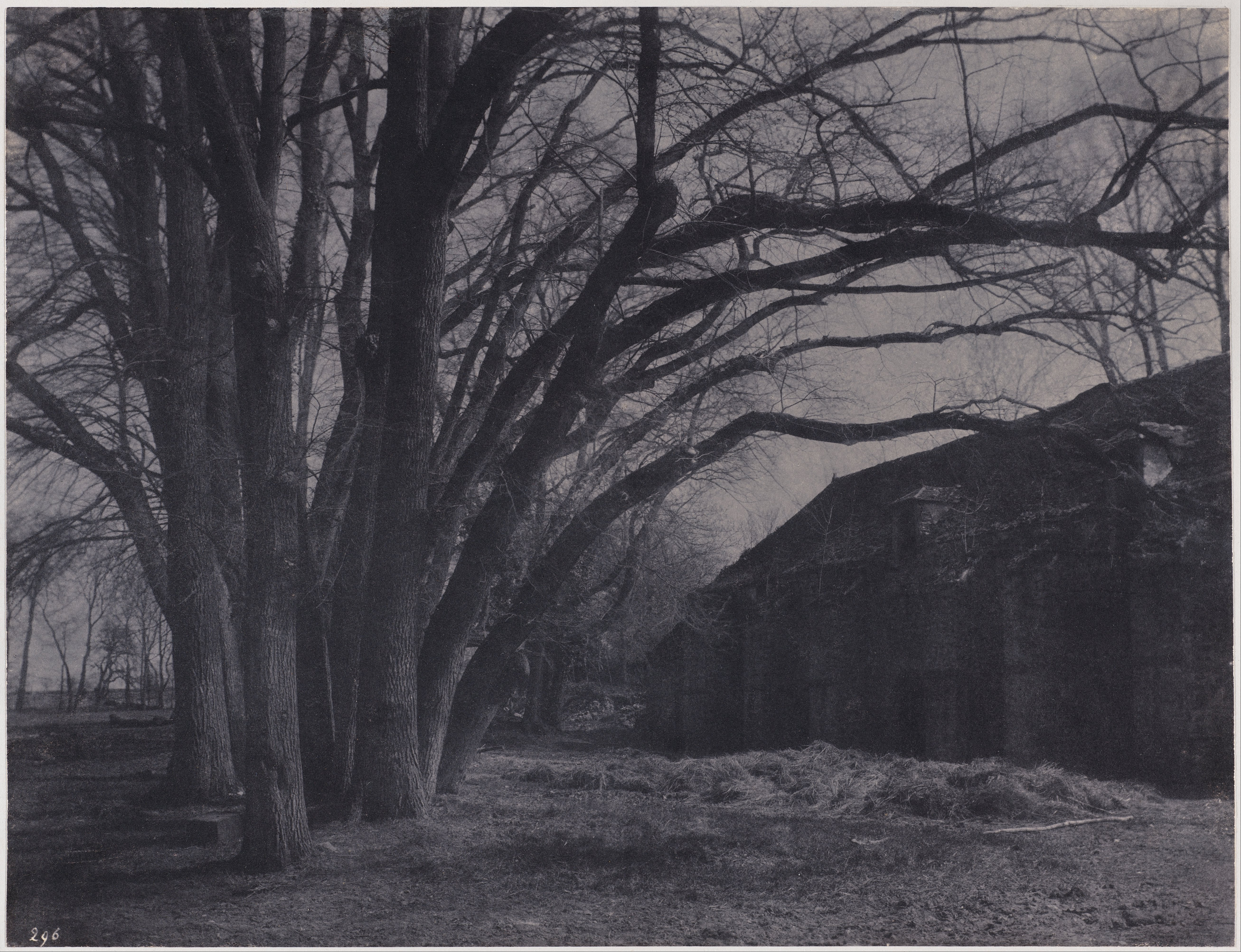
Eugène Cuvelier, Ferme du Parc de Courances, lata 60. XIX wieku

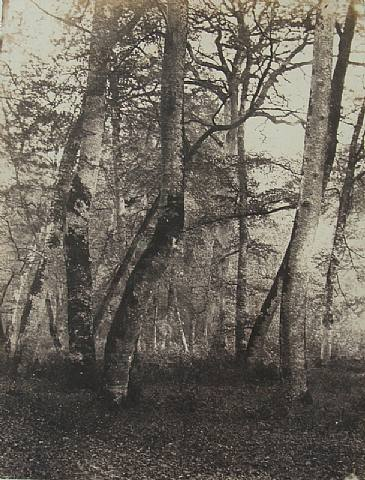
Eugène Cuvelier, Buki, ok. 1860

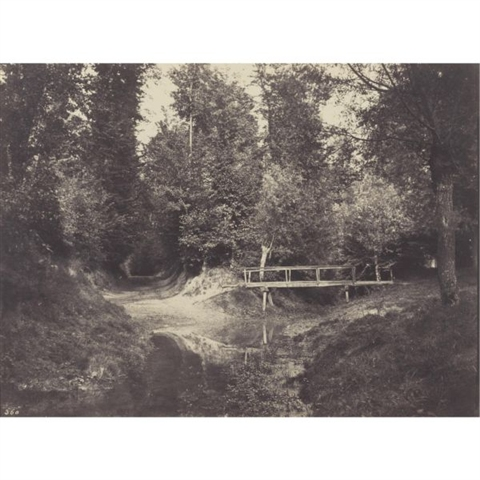
Eugène Cuvelier, Village de Rivière, lata 60. XIX wieku

Eugène-Adalbert Cuvelier (ur. 6 kwietnia 1837 w Arras, zm. 31 października 1900 w Thomery) – francuski fotograf związany z kręgiem malarzy z Barbizon.
Ojciec Eugène’a, Adalbert-Auguste (1812–1871), kupiec z Arras, po amatorsku zajmował się malarstwem i fotografią. Przyjaźnił się z malarzem Camille’em Corotem, którego zapoznał z techniką cliché-verre. W historii sztuki znany jest właśnie z tego powodu, a nie za sprawą swoich fotografii, które zachowały się do dziś w niedużej liczbie i długo pozostawały niezidentyfikowane. Przedstawiają one widoki miasta Arras i okolic oraz portrety.
Młody Eugène nauczył się fotografować od ojca. Ponadto pobierał nauki u dwóch malarzy z Arras: Constanta Dutilleux i Xaviera Dourlensa. Dzięki ojcu wszedł również w artystyczne środowisko – za jego sprawą zapoznał się z malarzami z Barbizon. Miejscowość tę odwiedził po raz pierwszy w 1856 r. ze swoim nauczycielem, Dutilleux. Trzy lata później Eugène poślubił Marie-Louise Ganne, córkę właścicieli karczmy w Barbizon. Świadkami na ślubie byli Camille Corot i Théodore Rousseau.
Nie jest jasne, jaki zawód wykonywał Eugène; także inne szczegóły z jego życia nie są znane. W przekazach źródłowych z lat 50. XIX w. bywa określany jako malarz, ale również jako mechanik (inżynier). Fotografią prawdopodobnie nie zajmował się w celach zarobkowych; odbitki wykonywał w niewielu egzemplarzach dla siebie i dla swoich przyjaciół, rzadko prezentując je publicznie. Brak dowodów, by kiedykolwiek prowadził atelier fotograficzne, zabiegał o rządowe zlecenia bądź publikował swoje prace.
Większość zachowanych fotografii jego autorstwa pochodzi z początku lat 60. XIX w. Stosował negatywy na papierze i odbitki na papierze solnym – technikę wówczas już przestarzałą, wypartą przez mokre płyty kolodionowe i papier albuminowy. Wybór bardziej pracochłonnej techniki podyktowany był walorami estetycznymi otrzymywanych w ten sposób odbitek. Tematem zdjęć Cuveliera był przede wszystkim las Fontainebleau, ukazywany z jednej strony z romantycznym podziwem dla ogromu i siły natury, a z drugiej z naturalistyczną intymnością i naciskiem na wrażenie. Światło i atmosfera znajdowały się w centrum uwagi Cuveliera, podobnie jak i Corota w późnej twórczości, a wreszcie impresjonistów. Fotografie Cuveliera były bliskie malarstwu z kręgu artystów z Barbizon, a wpływy, jakie zaistniały między malarzami a fotografem, były obustronne. Przykładowo w 1861 r. Jean-François Millet zachęcał Théodore’a Rousseau do spotkania się z Cuvelierem, którego – jak pisał w liście – piękne i wykonane ze smakiem zdjęcia miał okazję oglądać.
Pod koniec życia Cuvelier wraz z żoną przeniósł się do Thomery, gdzie zmarł w wieku sześćdziesięciu trzech lat. Mieli jedną córkę, która zmarła bezdzietnie. Większość rodzinnych pamiątek i dokumentów została zniszczona podczas I wojny światowej. Dorobek Eugène’a znany jest dłużej i lepiej niż jego ojca, gdyż już w 1924 r. Paul Blondel przekazał kolekcję jego zdjęć do Francuskiej Biblioteki Narodowej. W latach 80. XX w. ponad sto prac Cuveliera-ojca i syna wystawili na sprzedaż we Francji spadkobiercy siostry Marie-Louise Ganne; część z nich kupiły Biblioteka Narodowa Francji i Metropolitan Museum of Art, pozostałe rozmaici kolekcjonerzy i instytucje. Drugi liczny zbiór fotografii Eugène’a znaleziono w 1989 r. w Nowej Anglii.
Twórczości obu Cuvelierów poświęcona była monograficzna wystawa w Metropolitan Museum of Art w 1996 r. Rok później wystawę prac Eugène’a zorganizowała Staatsgalerie Stuttgart; była ona prezentowana również w Musée d’Orsay.